# Poroszló
Poroszló är en ort i Ungern.   Den ligger i provinsen Heves, i den centrala delen av landet, 120 km öster om huvudstaden Budapest. Poroszló ligger 91 meter över havet och antalet invånare är 3 030.
Terrängen runt Poroszló är mycket platt. Runt Poroszló är det ganska tätbefolkat, med 60 invånare per kvadratkilometer. Närmaste större samhälle är Tiszafüred, 8,3 km öster om Poroszló. Trakten runt Poroszló består till största delen av jordbruksmark.